# 2003年1月
- 1月1日——卢拉·达·席尔瓦上任巴西第27任总统。
- 1月1日——帕斯卡尔·库什潘（Pascal Couchepin）出任瑞士联邦主席。
- 1月5日——神舟四号返回地面。
- 1月8日——一架比奇1900D“空中皇者”客机于夏洛特起飞后即俯冲并撞向机场的飞机维修库，全机21人罹难。
- 1月13日——台灣蘇建和案，三名被告被判無罪。
- 1月24日——美国国土安全部正式开始运作。
- 1月27日——連接香港落馬洲至深圳的皇崗口岸實現二十四小時全日通關。
- 1月29日——柬埔寨首都金边爆发反泰骚乱。
- 1月30日——比利时正式成为世界上第二个承认同性婚姻的国家。
- 2003年伊拉克危机：虽然面临全球的反对声浪，英国、西班牙、意大利、葡萄牙、匈牙利、波兰、丹麦以及捷克等国的领导人宣布支持美国政府的对伊政策，并称不应该容忍萨达姆·侯塞因继续违反联合国决议。